# Cal Tonquet
Cal Tonquet és un edifici del municipi de Torrelles de Foix (Alt Penedès) que forma part de l'Inventari del Patrimoni Arquitectònic de Catalunya.

## Descripció
És un edifici format per soterrani, planta baixa, pis i golfes, amb coberta a dues vessants. Les entrades frontals són d'arc de mig punt. Presenta volta de canó amb full de llibre a l'interior, on hauria d'estar la maquinària del molí. Hi ha una gran bassa a la part posterior que recollia l'aigua del riu canalitzada fins allà.